# 中國香港獨木舟總會
中國香港獨木舟總會（Hong Kong China Canoe Union），原名香港獨木舟總會（Hong Kong Canoe Union），是專門管轄香港獨木舟和獨木舟水球事務的組織。該組織成立於1973年。現時，中國香港獨木艇總會是國際獨木舟總會及亞洲獨木舟總會的成員，旗下的主要比賽有亞洲邀請賽、春季和秋季長途賽和獨木舟水球公開賽。

## 資料來源
1. ↑  .   [2013-12-07]. （原始内容存档于2020-05-22）.

## 外部連結
- 官方网站 （页面存档备份，存于）